# Француска ренесансна архитектура
Француска ренесансна архитектура је име периода у историји француске архитектуре између 15. и 17. века. Ипак, различите регије Француске. Стилски, ренесансна архитектура долази након готичке архитектуре која је настала у Француској у 12. веку. Њу ће касније у 17. веку заменити барокна архитектура.

## Историја
Током раног 16. века Француске је учестовала у ратовима у северној Италији што ју је довело у контакт са италијанском ренесансом и њеним стилским идејама. У долини Лоаре се у овом периоду подужу бројни дворци, а најранији је Дворац Амбоаз (око 1495. године). Стил је постао доминантан током владавине Франсоа I.
Ипак, нису сви дворци стриктно припадали ренесансном стилу. Дворац Шамбор (1519–1536) је комбинација готичке структуре са ренесансним орнаментима.
Стил је полако прерастао у француски маниризам познатији као стил Хенрија II са радом Себастиан СерлиоСебастиана Серлиа који је ради на Фонтенблу. На овом дворцу су италијански уметници основали прву фонтенблоовску школу.